# Francesc Martí i Jusmet
Francesc Martí i Jusmet és un arqueòleg i polític català. Membre del Reagrupament Socialista i Democràtic de Catalunya i posteriorment del PSC-Reagrupament, el 1977 ingressà al Partit dels Socialistes de Catalunya, amb el que el 1979 fou elegit diputat provincial. Formà part de la Comissió de Govern i de la de Cultura, Esports i Turisme de la Diputació. Fou escollit regidor de l'ajuntament de Barcelona el 1979 i fou nomenat president de la Diputació de Barcelona de 1980 a 1982. Durant el seu mandat reformà la Biblioteca de Catalunya i participà activament en el Consorci de Túnels de Tibidabo, alhora que impulsà l'Escola Universitària d'Enginyeria Tècnica Agrícola, l'Escola Oficial de Periodisme i l'Escola de Relacions Públiques.
Posteriorment fou nomenat Delegat del Govern espanyol a Catalunya de 1982 a 1993. Durant el seu mandat es produí l'atemptat d'ETA a l'Hipercor de Barcelona i participà en els converses que dugueren a la dissolució de Terra Lliure. Després abandonà la política activa i ha estat més conegut com a membre del Club Safari Catalunya, del que en fou president el 2005. El 22 de febrer de 2010 fou sorprès per agents rurals després d'abatre una cabra assilvestrada en una àrea privada de caça a Soriguera (Pallars Sobirà).